# Begoña Torres
Begoña Torres González (Madrid) es una gestora cultural española que fue directora del Museo del Romanticismo de Madrid de 1997 a 2010.  Especialista en planificación y gestión. Desde las instituciones públicas se ha dedicado a la conservación del patrimonio cultural español y del arte contemporáneo tanto español como latinoamericano. En el año 2010, bajo su dirección, se habilitó el antiguo edificio de La Tabacalera de Madrid con el fin de programar exposiciones de arte contemporáneo para dar visibilidad y promocionar a artistas principalmente españoles hasta el año 2020. En marzo de 2021 ha sido nombrada directora del Museo Lázaro Galdiano de Madrid.

## Trayectoria profesional
Nació en Madrid un 19 de febrero.[cita requerida][¿cuándo?] Torres es doctora en Historia del Arte por la Universidad Complutense de Madrid y Premio Extraordinario Fin de Carrera. Desde 1986 pertenece al Cuerpo Facultativo de Conservadores de Museos y en 1994 recibió el Premio de Investigación Cultural «Marqués de Lozoya». Es especialista en cuestiones referidas a la museología y museografía y al estudio del siglo XIX, sobre las que ha publicado artículos y monografías. Fue directora del Museo Romántico de Madrid desde 1997 hasta su nombramiento como Subdirectora General de Promoción de las Bellas Artes en 2012 del Ministerio de Cultura.
En el periodo en el que ejerció como directora del Museo del Romaticismo, Torres González impulsó los contenidos del museo mediante un modelo que buscaba dotar de una experiencia donde encontrarse y aproximarse al periodo histórico que integra el museo; con este fin promovió iniciativas para atraer la atención de las personas jóvenes con la intención de aunar el pasado con el presente.
De 2010 a 2020 ha sido Subdirectora General de Promoción de las Bellas Artes del Ministerio de Cultura y Deporte y directora del Centro Tabacalera de Madrid. Desde marzo del 2020 ha sido Subdirectora General de Registros y Documentación del Patrimonio Histórico del Ministerio de Cultura y Deporte.

### Tabacalera
En su trayectoria profesional y desde su posición en la Promoción de las Bellas Artes del Ministerio de Cultura desde 2010, ha potenciado el arte contemporáneo español sin dejar de lado el trabajo de las mujeres artistas, dirigiendo varios espacios entre los que se encuentran el antiguo edificio de La Tabacalera, situado en la Antigua Fábrica de Tabacos de Madrid. En estas naves de la antigua fábrica de tabacos se desarrollan programas permanentes de exposiciones temporales y de actividades en torno a la fotografía, el arte contemporáneo y las artes visuales. En dicho espacio de Tabacalera, cuyas naves ocupan más de 2.000 metros, se encuentran las salas de "La Principal Tabacalera", un espacio dedicado a exposiciones retrospectivas o grandes exposiciones temáticas de artistas superada la mediana edad tanto españoles como latinoamericanos. Entre otros se encuentranː  Concha Jerez con José Iges,  Cecilia Paredes, Marisa González, Francisco Ruiz Infante con Olga Mesa, Pilar Albarracín, Juan Hidalgo, Susy Gómez etc.. 
Otro de los espacios de Tabacalera es el denominado "La Fragua", un espacio dedicado a propuestas de artistas jóvenes. Ha comisariado diversas exposiciones en las salas de La Fragua de Tabacalera en el año 2012 de la artista Amparo Garrido titulada "Tiergarten, un jardín romántico alemán"; en la misma sala la exposición de Raúl Urbina en el año 2013 "Chicago, Impediré que el viento salga". De la artista Rosa Rubio "Lo que veo, lo que ven",  en el año 2016.
Además, en otros espacios del mismo lugar se realiza el programa creado en 2012 bajo el nombre Oral Memories, que contiene entrevistas a artistas emergentes y de media carrera, con la función de dar voz a aristas contemporáneos, tanto a nivel nacional como internacional. El proyecto fue concebido como una herramienta de base de datos dirigida a instituciones, comisarios, coleccionistas e investigadores, donde se realizan entrevistas en formato audiovisual de ocho minutos y en edición bilingüe, donde cada uno de los artistas expone sus planteamientos estético-conceptuales. Cada artista tiene su espacio en Oral Memories, donde se alojan tanto las entrevistas como imágenes de sus proyectos más destacados e información complementaria sobre el artista (web, curriculum y contacto) conformando así, un perfil completo. La plataforma online donde se introducen estas piezas audiovisuales reúne en 2016 un total de 71 artistas.
En otras naves de Tabacalera, Torres promueve la creación de talleres impartidos, en la mayoría de los casos, por los artistas que están exponiendo en tiempo real, como el taller de Foto-Performances expandida, el taller de fotografía nocturna, o el Laboratorio de Creación Editorial "De lo sublime y heterodoxo".
Otro de los proyectos llevados a cabo por Torres en el edificio de Tabacalera consiste en tomar presencia en la ciudad mediante intervenciones artísticas en la tapia perimetral del edificio. El proyecto de arte urbano se denomina https://www.murostabacalera.com/ .
Ha formado parte de jurados, entre otros el de la concesión de los Premios Nacionales.

## Publicaciones
Ha contribuido con sus publicaciones monográficas al conocimiento detallado de artistas españoles de proyección internacional como Sorolla y Fortuny.
- Sorolla - La Magia de la Luz. Editorial LIBSA, S.A. 2004. ISBN 978-84-662-1040-9. En este libro Torres analiza la estética y evolución del pintor en una detallada cronología.[21]  Una vez agotado, la misma editorial lo volvió a editar en 2006, 2015 y 2017.[23]
- Fortuny: un mundo en miniatura. Editorial LIBSA, S.A. 2007. ISBN 978-84-662-1492-6.: Trabajo monográfico del pintor catalán precursor del realismo en la pintura española

Entre otras publicaciones y artículos en catálogos, figura el titulado Selección del Gabinete de Estampas del Museo del Romanticismo, en co autoría con José Ibáñez Álvarez editado por el Ministerio de Cultura en el año 1999, y otros trabajos entre los que se encuentran: 
- La Guerra de la Independencia: una visión desde el romanticismo. Caja de Ahorros y Monte de Piedad de Segovia. Obra Social y Cultural. 2008. ISBN 978-84-92432-05-9.
- Larra, XIX cajas. Ministerio de Educación, Cultura y Deporte. Área de Cultura. 2010. ISBN 978-84-8181-462-0.
- Museo del Romanticismo: guía breve. Ministerio de Educación, Cultura y Deporte. Área de Cultura. 2009. ISBN 978-84-8181-413-2.

## Premios
Premio Extraordinario Fin de Carrera 
Premio Extraordinario de Tesis Doctoral 
Premio de Investigación Cultural Marqués de Lozoya.